# Vexillum asperum
Vexillum asperum is een slakkensoort uit de familie van de Costellariidae. De wetenschappelijke naam van de soort is voor het eerst geldig gepubliceerd in 2008 door Turner.